# موش کوتوله بیابانی
موش کوتوله بیابانی (نام علمی: Mus indutus) نام یک گونه از سرده موش است.